# ترنورد
ترنورد (انگلیسی: Trenord) شرکت ترابری ایتالیایی است، که در سال ۲۰۰۹ تأسیس شد.